# Turm der Sinne

Logo des Museums

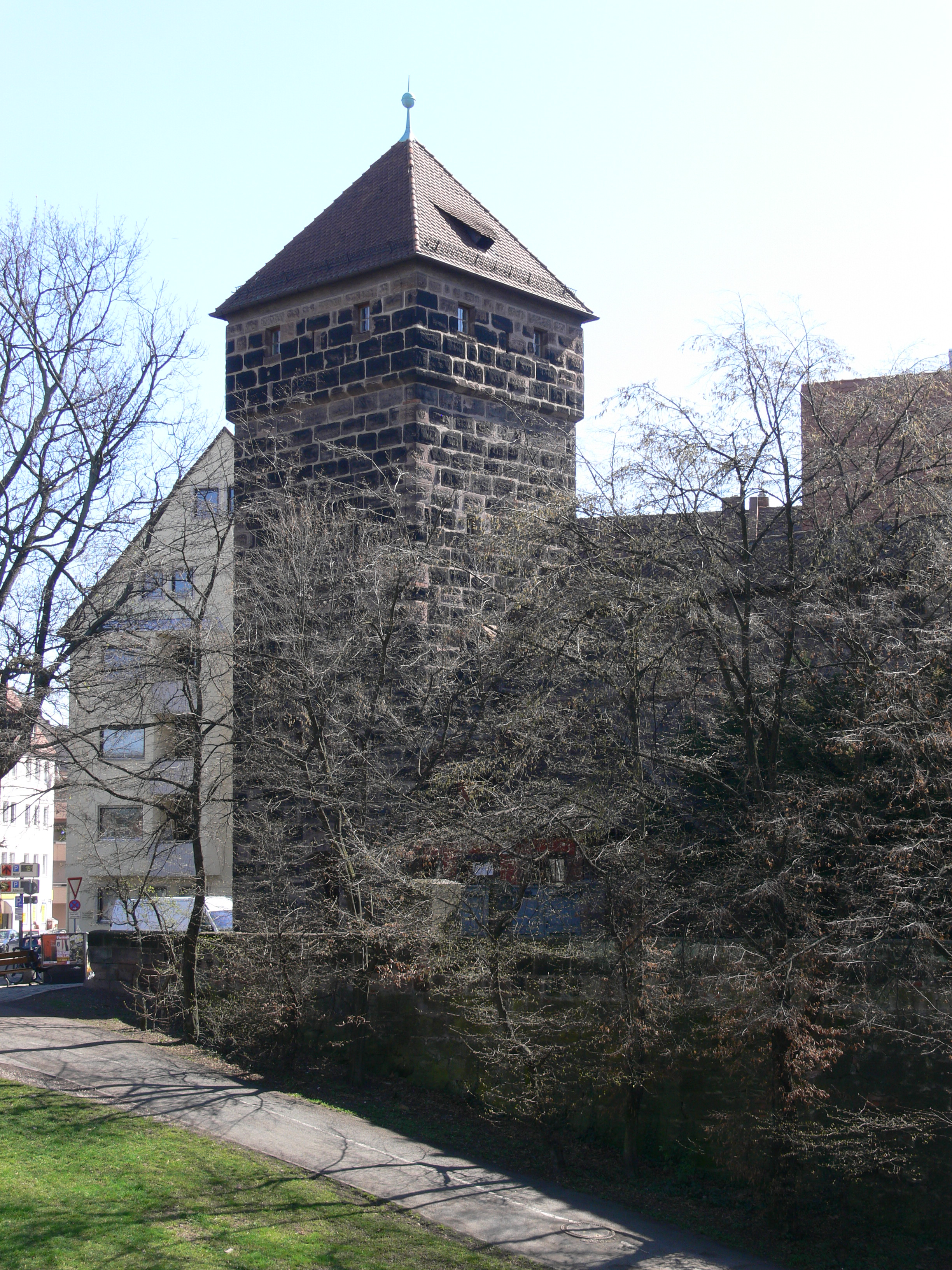
Mohrenturm von der Feldseite

Der Turm der Sinne (Eigenschreibweise: turmdersinne) ist ein interaktives Mitmach-Museum (Science Center) im Mohrenturm am Westtor der Nürnberger Stadtmauer. Besucher können an Experimentierstationen Sinnesreize und deren Verarbeitung an sich selbst ausprobieren. Auch Wahrnehmungstäuschungen werden erfahrbar gemacht. Eigentümer der Betriebsgesellschaft ist die Humanistische Vereinigung.

## Konzept
Mit Auge, Ohr, Hand, Nase und Mund kommt man im Turm der Sinne alltäglichen Phänomenen auf die Schliche und kann nach Belieben experimentieren. Diese Erfahrung führt zur Auseinandersetzung mit naturwissenschaftlichen Phänomenen der Wahrnehmung.
Über die bekannten optischen Täuschungen hinaus gibt es eine Vielzahl von Phänomenen, die die Sinne betreffen, sie herausfordern, zu besonderen Leistungen anregen oder auch in die Irre führen. Gerade die Fehlleistungen des Wahrnehmungsapparats führen die Besucher zur Erkenntnis, wie Gehirn und Sinne arbeiten.
Von Anfang an war dem Turm der Sinne der Dialog zwischen Fachleuten und Öffentlichkeit wichtig. So gelang es dem Projektteam, Forscher von verschiedenen deutschen Hochschulen für den wissenschaftlichen Beirat zu gewinnen. Aus dieser Zusammenarbeit ging das erste Symposium im Jahr 1998 hervor. Seither widmen sich die Symposien einmal jährlich aktuellen Themen der Gehirnforschung.
Das Museum besitzt eine Ausstellungsfläche von 120 Quadratmetern. Von 2006 bis 2010 verzeichnete das Museum nach Betreiberangaben über 30.000 Besucher pro Jahr.

## Schule und Museum
Der Turm der Sinne bietet verschiedene Möglichkeiten für Schulen, zum Beispiel
- fertige Angebote, wie altersabgestimmte Führungen und Workshops mit Bezügen zu den Lehrplänen einzelner Fächer,
- Projektvorschläge wie P-Seminare, Projekte mit fachlichen oder didaktischen Schwerpunkten rund um die Wanderausstellung als mobiles Schülerlabor,
- Unterstützung bei Wahlkursen, auch zum Bau von Exponaten[3],
- Zusammenarbeit bei verschiedenen Wettbewerben wie Science on Stage, jugend forscht  und vielen weiteren erfolgreich durchgeführten Projekten[4][5],
- Lehrerfortbildungen zu verschiedenen Themen der Wahrnehmung und Gehirnforschung,
- außerschulische Partnerschaften.

## Wanderausstellung

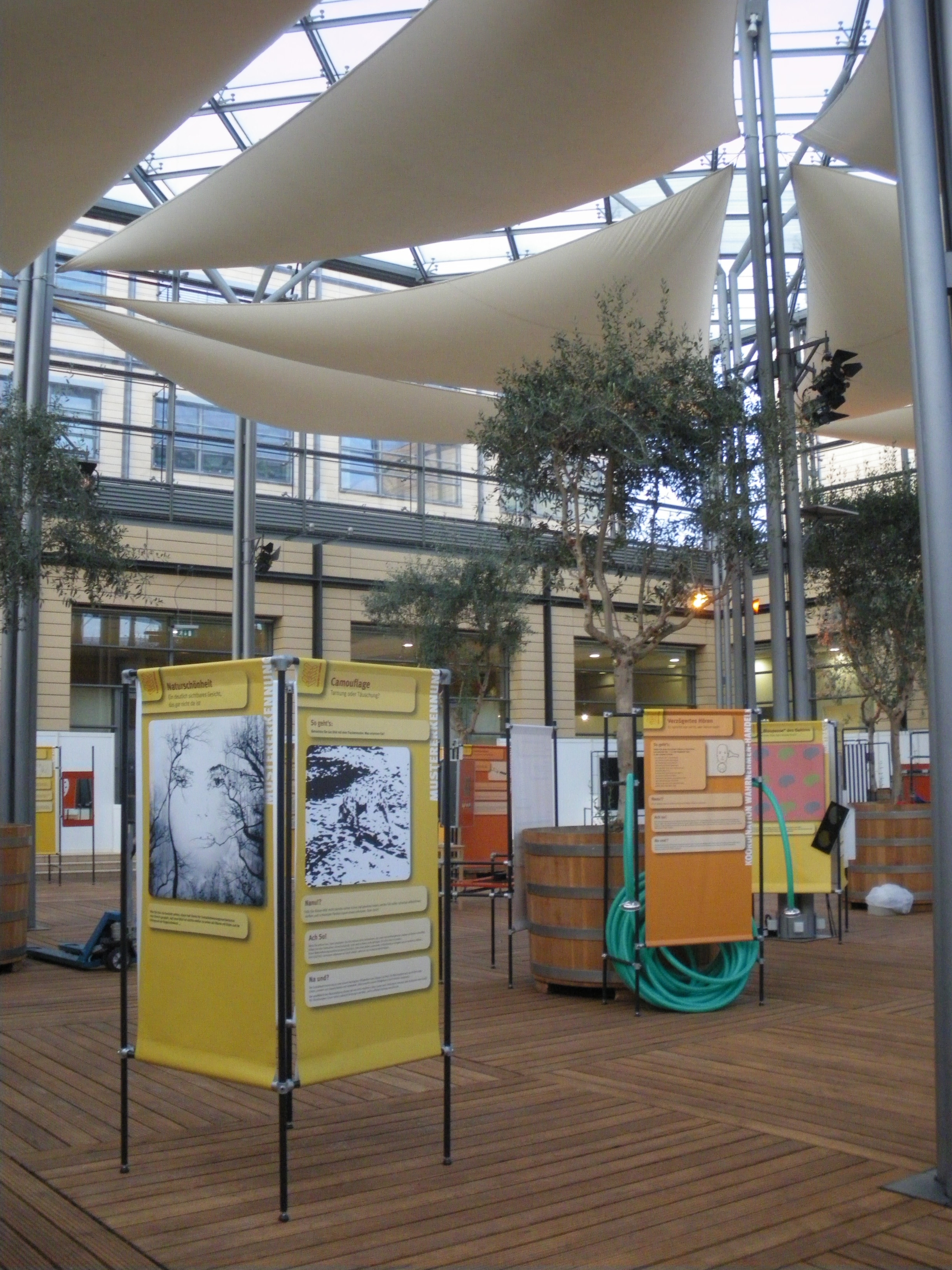
Wanderausstellung

Eine Reihe von Exponaten zu den Themen Wahrnehmung und Sinnestäuschungen einschließlich eines Ames-Raums mit der Pausenberger-Rinne stehen im Rahmen einer Wanderausstellung und der „Box der Sinne“ bereit.

## Geschichte
Die Idee zu dieser Erlebnis-Ausstellung entstand 1995 im Umfeld der heutigen Humanistischen Vereinigung, die den Mohrenturm bereits für die Jugendarbeit nutzte. Ein Arbeitskreis aus Studenten, Lehrern und Wissenschaftlern entwickelte ein Konzept, band wissenschaftliche Berater und Unterstützer ein und knüpfte Kontakte zu potentiellen Sponsoren.
1997 folgte die Gründung der gemeinnützigen „Turm der Sinne GmbH Erlebnisausstellungen“. Geschäftsführer wurde damals Helmut Fink, von Juli 2002 bis April 2016 der promovierte Wahrnehmungspsychologe Rainer Rosenzweig, der den Turm der Sinne inhaltlich maßgeblich prägte. Die beiden genannten Personen waren zusammen mit Rudolf Pausenberger von Anfang an im Gründungsarbeitskreis tätig.
1998 wurde das „Projekt Turm der Sinne“ mit dem Innovationspreis der Region Nürnberg in der Kategorie „Kultur“ ausgezeichnet. Im „Jahr der Lebenswissenschaften“ 2001 verlieh das Bundesministerium für Bildung und Forschung der Wanderausstellung im Rahmen der „Science Street“ in Köln den 2. Dialogpreis Lebenswissen.
2002 stellte die Zukunftsstiftung der Sparkasse Nürnberg für die Stadt Nürnberg zusammen mit der Firma Hüttinger Exhibition Engineering die nötigen Finanzmittel für die Erstinvestitionen zum Umbau des Turms zum Museum zur Verfügung. Am 15. März 2003 wurde das Experimentalmuseum Turm der Sinne eröffnet.
Gesellschafter ist die Humanistische Vereinigung in Nürnberg, deren Vorstand Michael Bauer im April 2016 die Geschäftsführung des Turms der Sinne übernommen hat. Seither sind die Öffnungszeiten stark eingeschränkt.